# 旧台南州会
旧台南州会（きゅうたいなんしゅうかい、中国語: 原臺南州會）は台湾台南市中西区にある日本統治時代に建てられた台南州議会および戦後の省轄市（現在の市）としての台南市議会として使われた議会建築物。議会退去後は撮影文化会館、台南市議政史料館として活用され、2018年からは修復・復元事業が始まっている。

## 沿革

### 戦前
日本統治時代は数度の行政区画変更がなされ、当時の最終的なものは1920年（大正9年）7月30日に公布された州制度だった(p3-9)。
州知事の諮問機関として「州協議会」が設置されたが、協議員は民選ではなく官選だった(p3-9)。
台湾民衆党結成など、本島人による民選を伴う自治運動が展開され(p3-5)、台湾総督府は普通選挙ではなかったものの、州単位、市単位では一定の地方自治を認め、
1935年（昭和10年）より「州会（州議会）」を設置、半数を民選とする制度が施行された。同年11月に州轄市としての台南市で第1回市議会議員選挙が、翌1936年（昭和11年）には第1回台南州州議会議員が行われた。
州会は当初は台南州庁の会議室を間借りしていたが、手狭となったため1935年6月10日に州庁西隣の庶民組合との間にあった奥地に3階建ての議場（正式名称は州庁舎会議室）を新築し、州議会議場とした。
元は州庁の駐車場用地だった:36。建築費用は71,122台湾元（当時の金額を換算(pp3-13～3-14)）。
民選後の州議会および市議会では高等教育を受けた台湾人が一定数の議席を有するようになった(pp3-10～3-11)。

### 戦後
第二次世界大戦後の1946年（民国35年）4月に参議会が設置され、1950年に省轄市としての台南市議会となった。
増築工事は1965年に始まり1968年10月18日に完工した(p3-15)。中正路に面する正面側に騎楼を拡張した4階建てに増築し、新議場と傍聴席となった(p3-16)。
1985年、老朽化と不便さのため旧台南州庁（現・国立台湾文学館）を使っていた市政府庁舎とともに新庁舎に移転する計画が始動。
1998年に市議会は安平区の新庁舎へ移転し、撮影文化会館2003年から市議OB団体（中国語: 台南市歷屆市議員協進會）が市政史を展示する台南市議政史料館として使用した。
2004年3月17日に直轄市定古蹟に登録された。

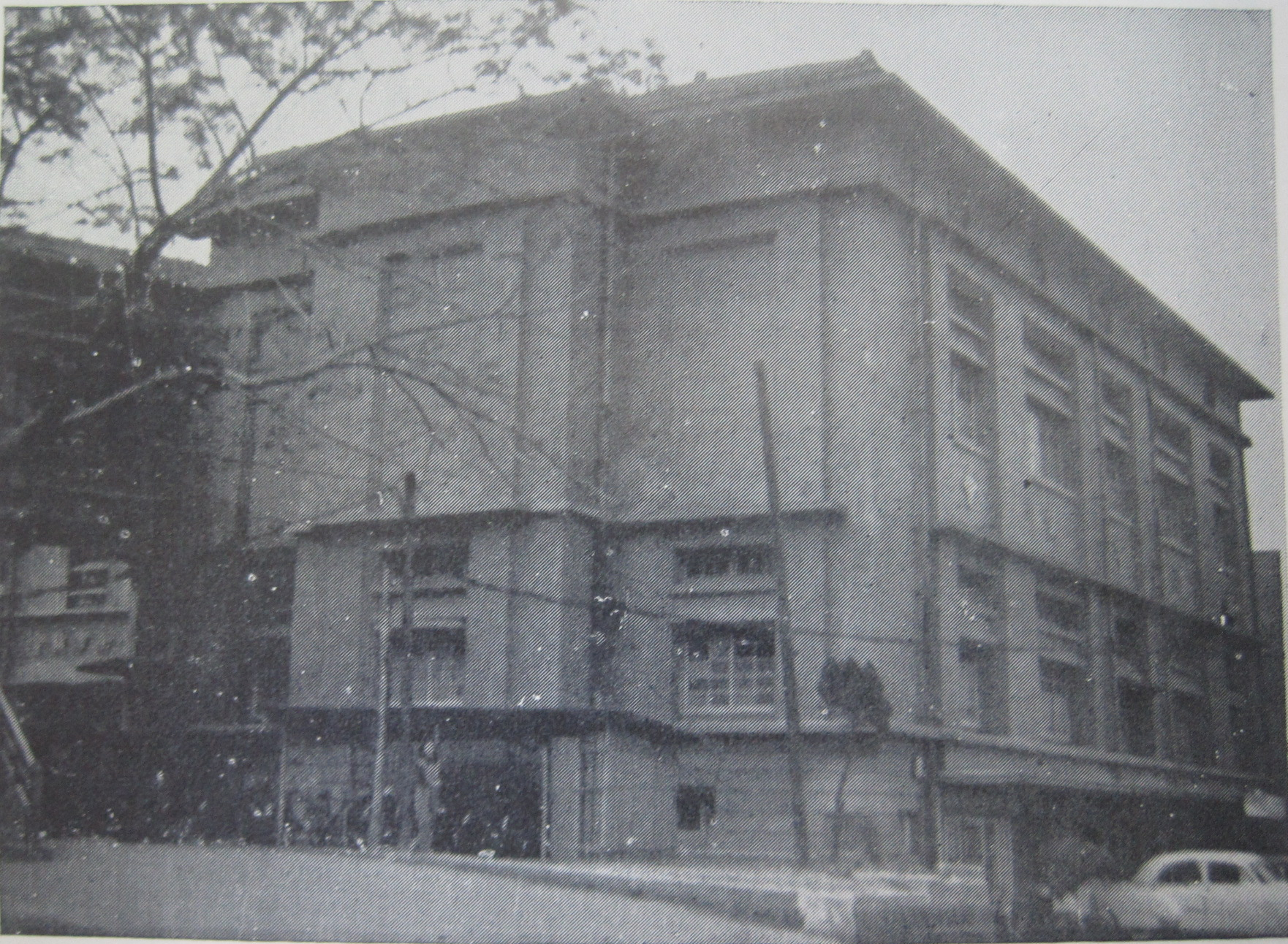
増築前の入口部（1958年以前）
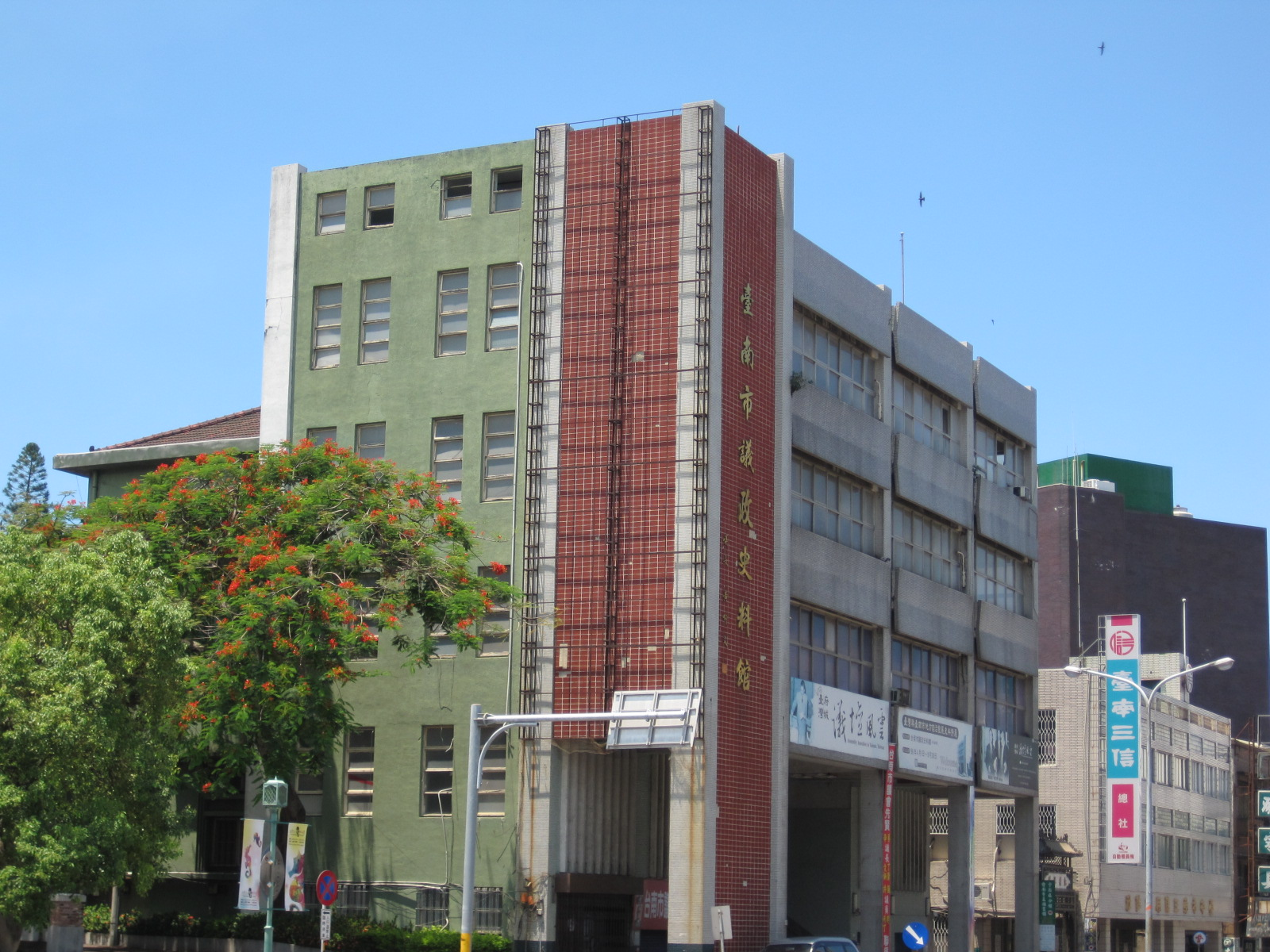
建屋入口側の増築部。2019年6月に撤去。（2010年）

### 文化資産登録後
5年の契約満了後も史料館が居座ったため返還を求める市との争議が起き、2018年には地方法院による収用許可が出たため、抵抗する協議会員を排除して史料館の撤去作業が始まった
戦後に増築された部分は除去され、図書館として生まれ変わる予定。中西区図書館およびトラベルセンターとしての転用を予定していたが、2020年2月、228事件の被害者遺族らが市長の黄偉哲に旧市議会を228紀念館として活用するよう要望書を提出した。また、修復過程で上棟日（昭和10年（1935年）12月24日）と台南神社官司および工事請負人の氏名らが記された当時の棟札（長さ98センチ、厚さ約1.5センチ、幅約24センチ）が発見され、2020年3月13日に復元の儀が執り行われた。修復を経て2021年9月18日に一般公開された。

### 市立図書館と228記念館
2022年9月18日、台南市228記念館（1階）および市立中西区図書館（2/3階）としてリニューアルオープンした。

## 建築特色
鉄筋コンクリートによる3階建て。三角形の敷地に建てられ、奥の南側は狭くなっている、中正路に面する北側は増築で1966年に4階建てとなった。
外壁は元は黄褐色だった。建物は戦前の竣工時から隣の台南州庁と空中通路で連結されており、州知事と議長の往来として頻繁に使われた(p3-13)。

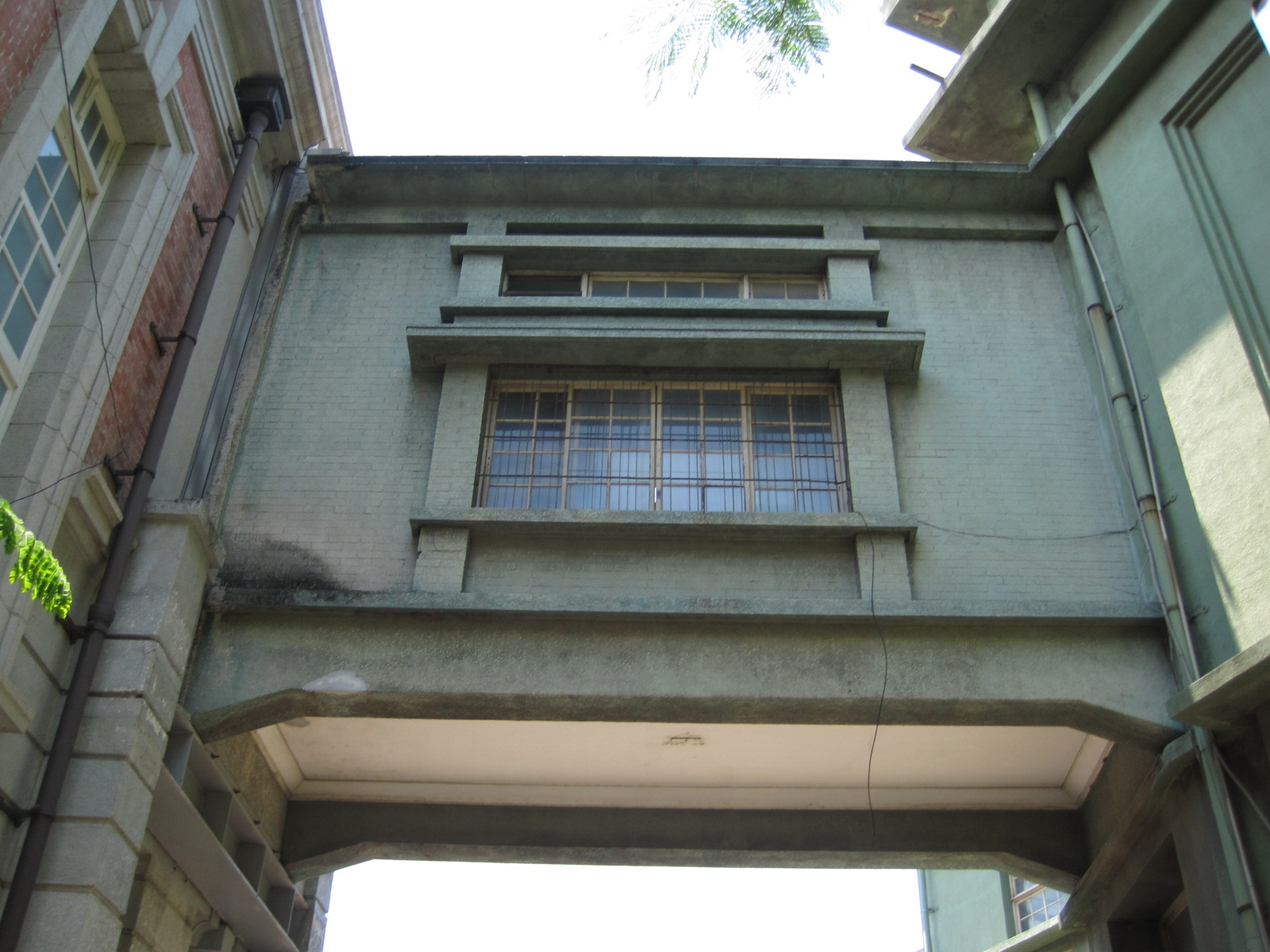
旧州庁との連絡橋
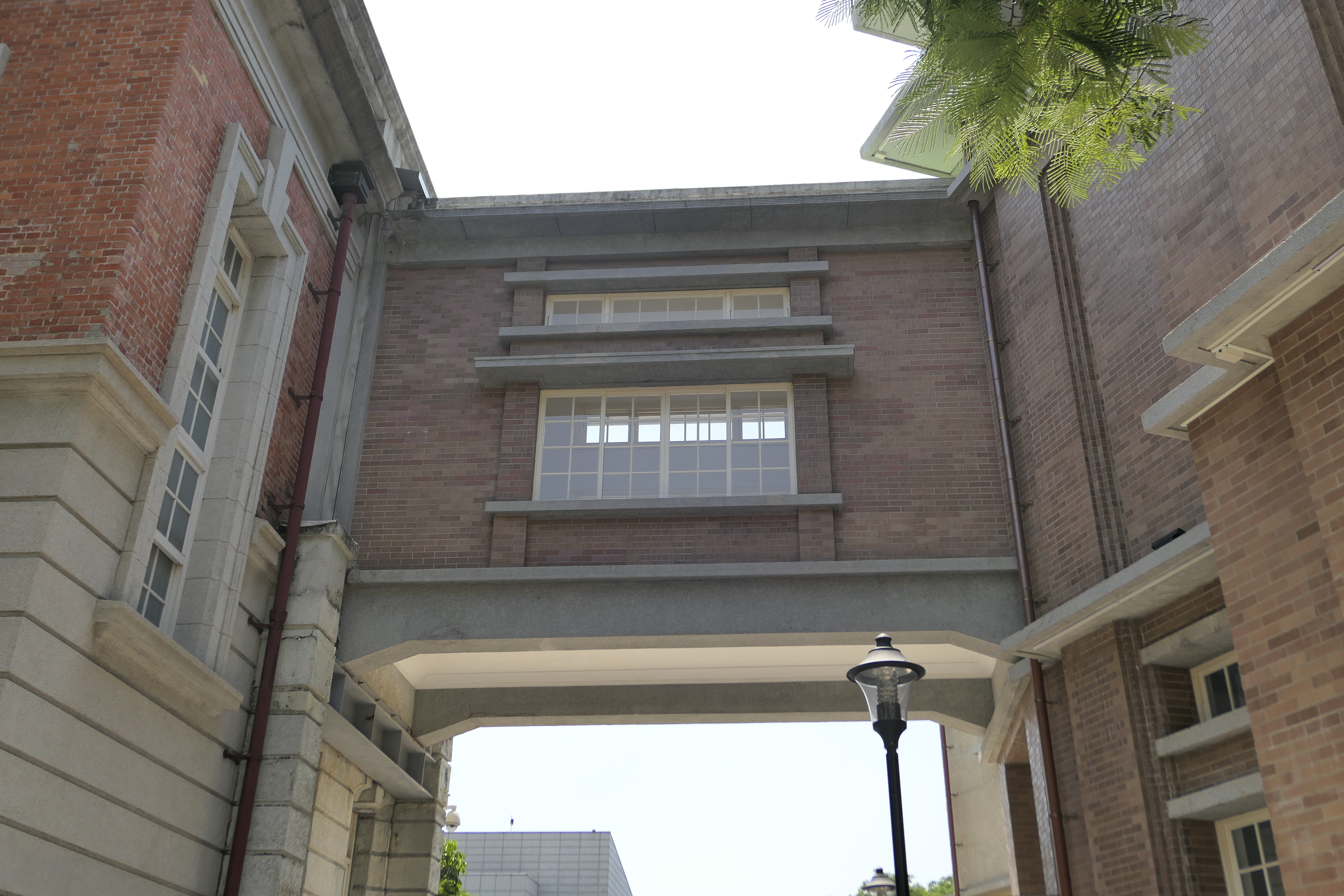
修復後の連絡橋（2021年）
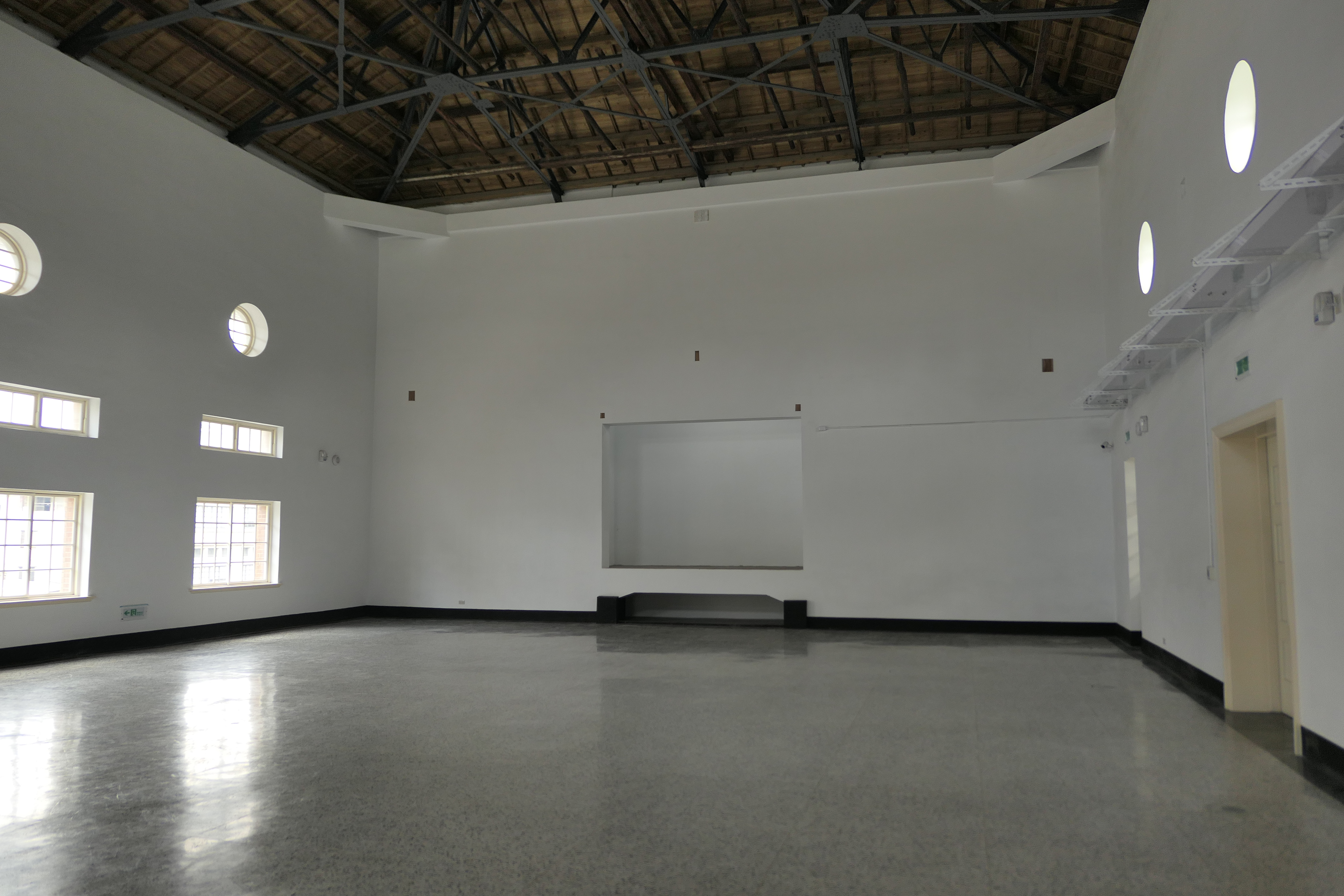
修復後の大会議室（2021年）
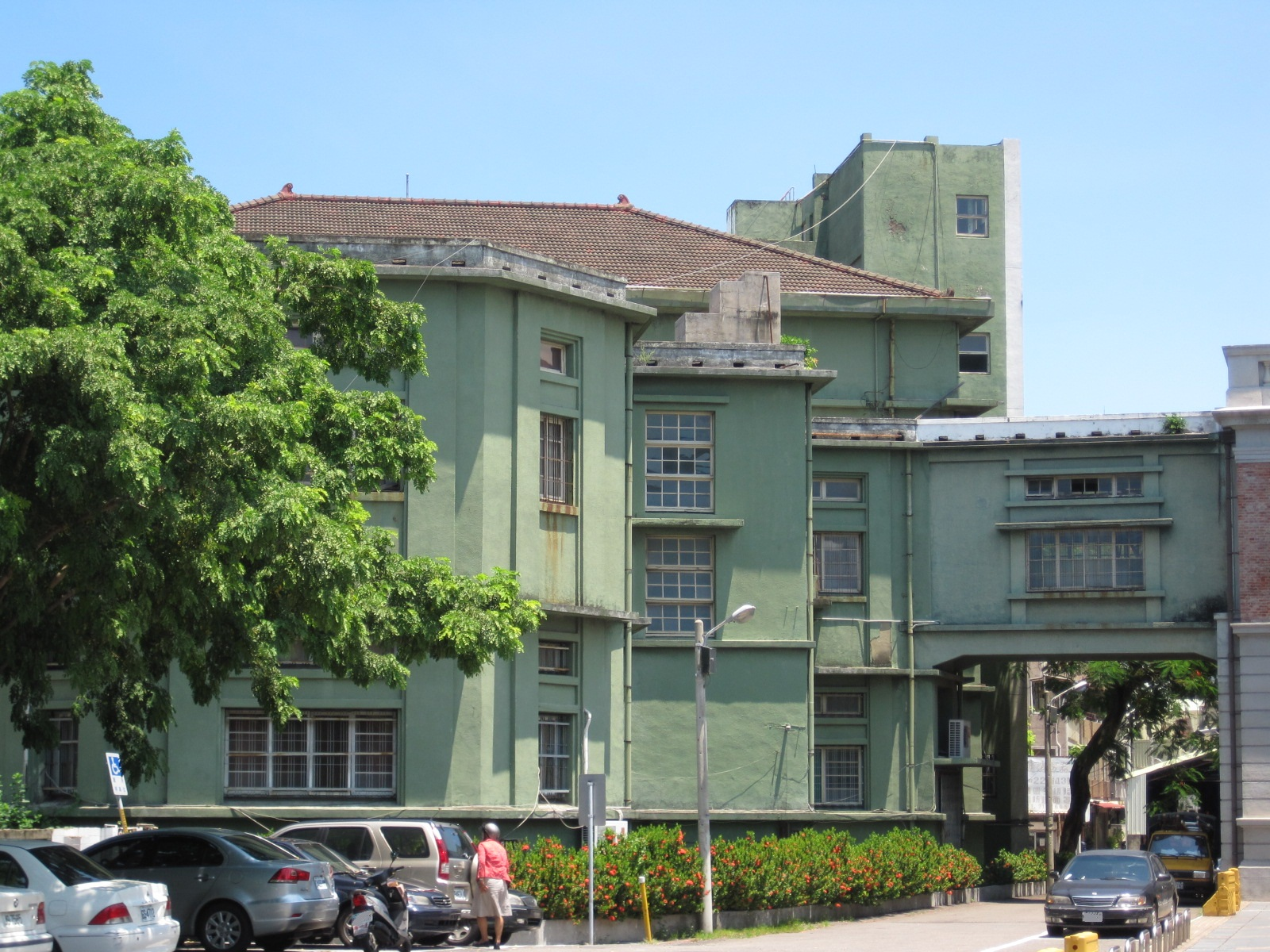
背面
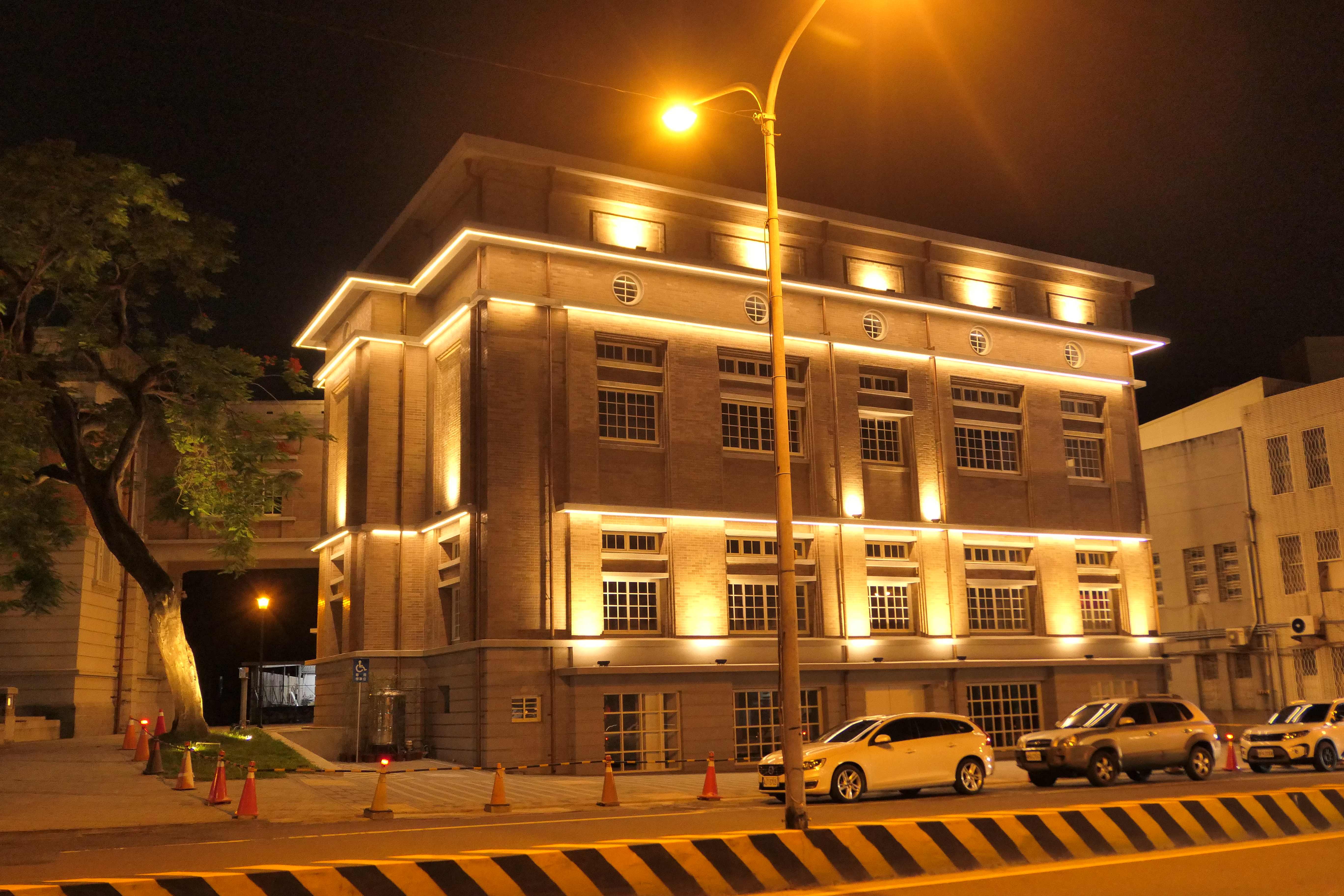
夜景

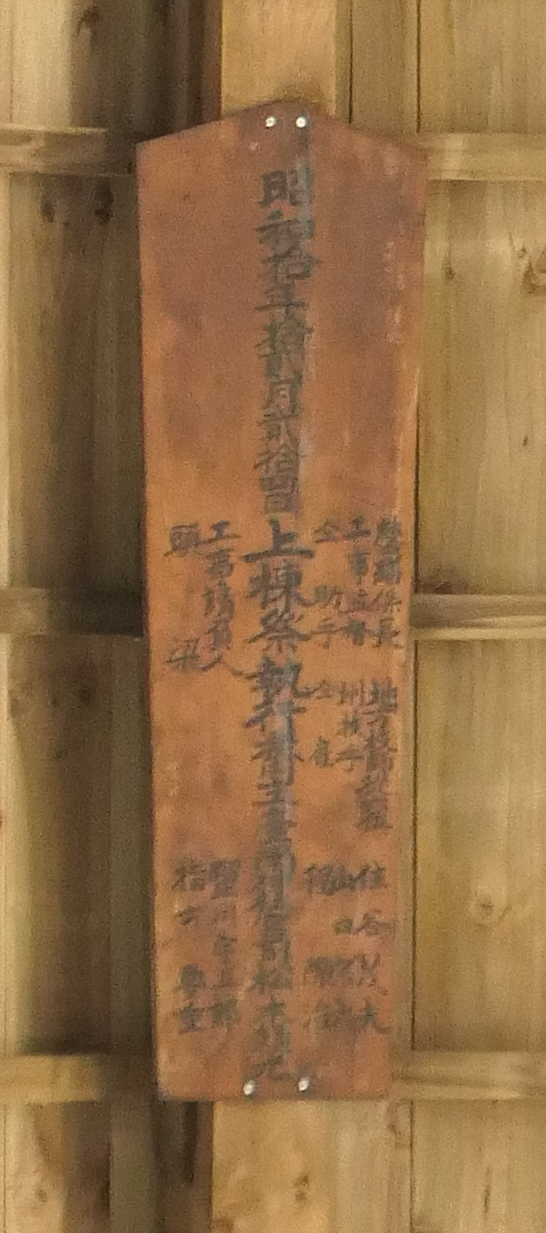
上棟時の棟札
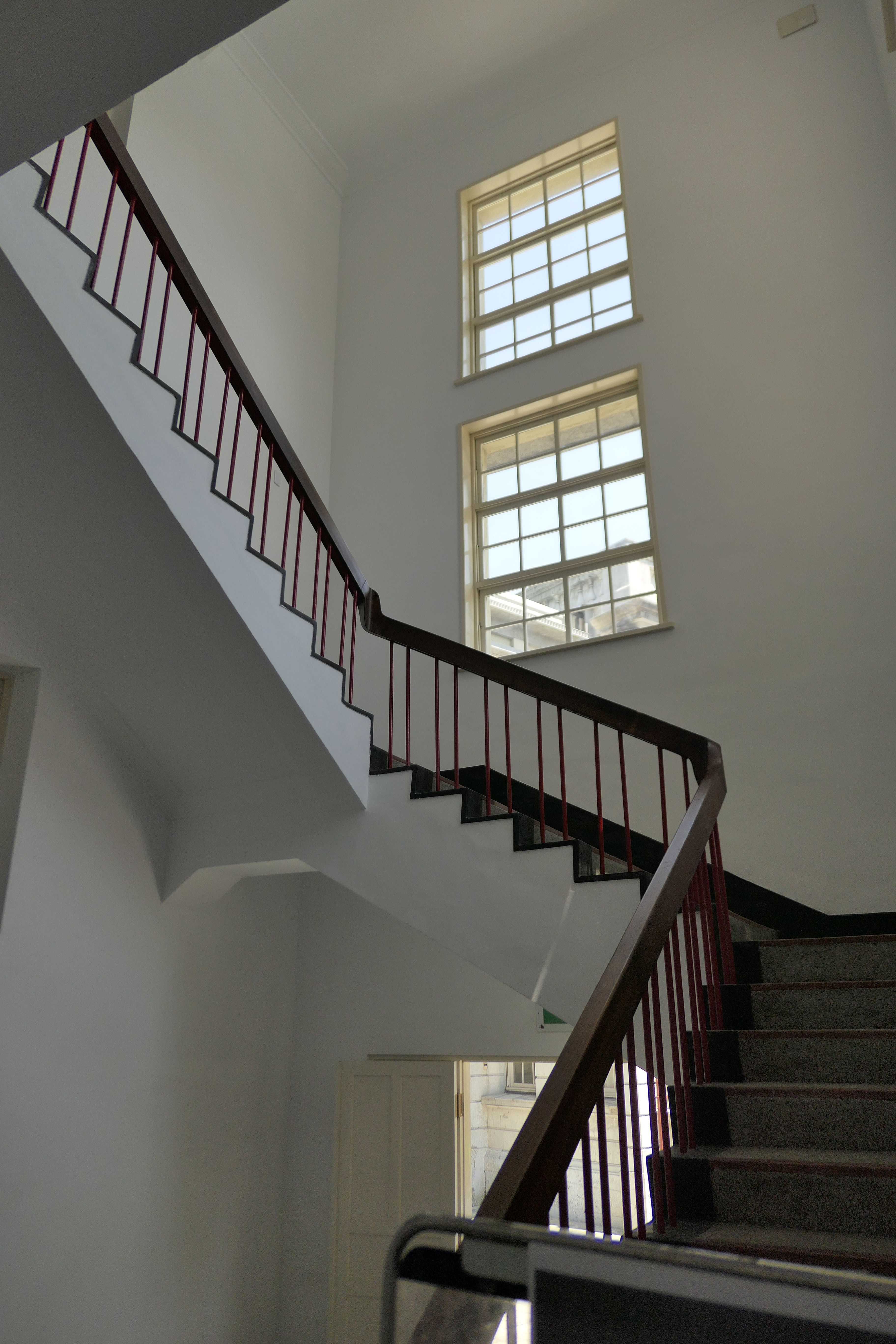
内部の階段（修復後）

## 周辺
民生緑園文化園区
- 旧台南州庁（国立台湾文学館）
- 湯徳章紀念公園（旧民生緑園、旧大正公園）
- 旧台南合同庁舎（消防史料館）
- 旧台南測候所
- 旧台南警察署（台南市美術館1館）
- 旧日本勧業銀行台南支店（台湾土地銀行台南分行）
- ハヤシ百貨店